# Rawiri Paratene
Peter David Broughton, generalmente conocido como Rawiri Paratene, es un actor, director y escritor de teatro y cine de Nueva Zelanda. Es conocido por sus papeles actorales en Whale Rider (2002) y The Insatiable Moon (2010).

## Biografía
Paratene nació en Motukaraka, cerca de Kohukohu, Hokianga, Nueva Zelanda, y es descendiente de Ngāpuhi. Creció en el suburbio de Otara, en el sur de Auckland, y asistió al Hillary College como David Broughton, la forma inglesa de su nombre. Los padres de Paratene fueron Boyd Alex Broughton y Patricia Charlotte Hancy.
Paratene inicialmente tuvo problemas con la lectura y la escritura en la escuela, pero se convirtió en el primer maorí graduado de la Escuela de Teatro de Nueva Zelanda. Se graduó en 2005 con una Licenciatura en Artes Escénicas (Actuación).
Cuando era un joven estudiante en la década de 1970, Paratene era miembro de Ngā Tamatoa, una organización activista que luchaba por los derechos, la tierra, el idioma y la cultura de los maoríes. Paratene fue presidente del capítulo de Wellington y fue uno de los que presentó la petición Te reo Māori de 1972 al parlamento. Hoy, trabajando en las artes, Paratene aspira a tener más historias maoríes en el cine.

## Carrera

### Teatro
Paratene fue seleccionado como becario de actor internacional de Shakespeare's Globe en 2007.  Paratene es actor, director y escritor y apareció como Fray Lawrence en la producción de Romeo y Julieta del London Globe Theatre de 2009.
El Festival de Nueva Zelanda encargó a Paratene y Murray Lynch que escribieran una obra de teatro llamada Blue Smoke que se estrenó en 2000. Está ambientado en la década de 1950 y es un musical con música de la época. El título de la obra es también el título de una famosa canción Blue Smoke, que fue el primer disco producido íntegramente en Nueva Zelanda y se convirtió en un éxito en los Estados Unidos.
En 2014, Paratene se unió al elenco de la gira mundial de dos años de Hamlet del London Globe Theatre, visitando 205 países. Era el único actor no británico del elenco.
La producción canto del cisne de Paratene es Peter Paka Paratene dirigida por Tainui Tukiwaho, presentada en 2021 en el Teatro Te Pou de Auckland y el Festival Kia Mau.

### Películas
- Footrot Flats: The Dog's Tale (1986) - Rangi
- Rapa Nui (1994) - Sacerdote
- What Becomes of the Broken Hearted? (1999) - Mulla Rota
- Whale Rider (2002) - Koro
- The Legend of Johnny Lingo (2003) - Jefe Malio
- Man-Thing: la naturaleza del miedo (2005) - Peter Horn
- Insatiable Moon (2010) - Arthur

### Televisión
- Play School
- Joe and Koro
- Xena: la princesa guerrera - Tazere (temporada 6, episodio 5: Legacy)
- Shortland Street - Joe Hudson
- Golden Boy - Bertie (temporadas 1 y 2)

## Vida personal y política
El 18 de septiembre de 2008, el Partido Verde anunció que Paratene se presentaba como su candidato a Maungakiekie en las 2008 election.
Es el padre de Marama Davidson, quien se convirtió en colíder del Partido Verde el 8 de abril de 2018. Se convirtió en diputada en 2015 cuando Russel Norman renunció. Anteriormente se había presentado al Partido Verde en las elecciones parciales de Ikaroa-Rāwhiti de 2013 y en las elecciones generales de 2014.